# Spojené státy americké na Zimních olympijských hrách 1988
Spojené státy americké na Zimních olympijských hrách 1988 reprezentovalo 118 sportovců (86 mužů a 31 žen) v 11 sportech.

## Medailisté
| Medaile | Jméno                         | Sport          | Disciplína        |
| ------- | ----------------------------- | -------------- | ----------------- |
| Zlato   | Brian Boitano                 | Krasobruslení  | Muži jednotlivci  |
| Zlato   | Bonnie Blairová               | Rychlobruslení | Ženy 500 m        |
| Stříbro | Eric Flaim                    | Rychlobruslení | Muži 1 500 m      |
| Bronz   | Debi Thomas                   | Krasobruslení  | Ženy jednotlivci  |
| Bronz   | Peter Oppegard Jill Watsonová | Krasobruslení  | Sportovní dvojice |
| Bronz   | Bonnie Blairová               | Rychlobruslení | Ženy 1 000 m      |